# Turkestanökenskrika
Turkestanökenskrika (Podoces panderi) är en ökenlevande centralasiatisk fågel i familjen kråkfåglar inom ordningen tättingar.

## Utseende och läten
Turkestanökenskrika är en liten (25 cm), karakteristisk kråkfågel med något nedböjd, svart och slank näbb. Fjäderdräkten är sandgrå på huvud, nacke och ovansida. I ansiktet syns vitaktig strupe, svart tygel och ett mörkbrunt öga. Undersidan är skärgrå med en tydlig svart bröstfläck och vitaktiga undre stjärttäckare. Stjärten är glansigt svart. Liknande persisk ökenskrika saknar grått på huvud och mantel. Det vanligaste lätet är ett vittljudande, ringande "chweek chweek chweek".

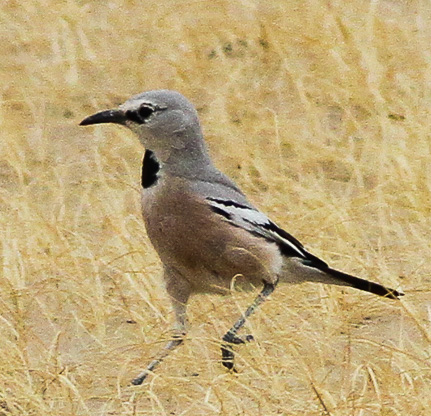

## Utbredning och levnadssätt
Turkestanökenskrika häckar i södra Centralasien: norra och centrala Uzbekistan, södra Kazakstan samt norra och centrala Turkmenistan. En isolerad population finns även i östra Kazakstan söder om Balkasjsjön. Den behandlas antingen som monotypisk, det vill säga att den inte delas in i några underarter, eller delas in i två underarter med följande utbredning:
- Podoces panderi panderi – Turkmenistan, Uzbekistan och södra Kazakstan
- Podoces panderi ilensis – östra Kazakstan

## Levnadssätt
Fågeln återfinns i sandöken med dyner och buskar, framför allt saxaul, och ses i par eller i familjer om upp till sex individer. Den lever av insekter, frön, säd och annat växtmaterial.

### Häckning
Häckningen äger rum i mars och april, men paret håller ihop hela året. Boet består av en kvistkupol som skyddar en boskål av kvistar och rötter, placerat i en buske upp till en meter ovan mark. Däri lägger den fyra till fem ägg. Arten är stannfågel, men smågrupper kan vandra kring vintertid.

## Status och hot
Arten har ett stort utbredningsområde och en stor population, men tros minska i antal till följd av för hårt betestryck och habitatförstörelse orsakad av intensiv konstbevattning och vedinsamling för bränsle. Den minskar dock inte tillräckligt kraftigt för att den ska betraktas som hotad. Internationella naturvårdsunionen IUCN kategoriserar därför arten som livskraftig (LC). Världspopulationen har inte uppskattats men den beskrivs som rätt talrik i jungfrulig öken.

## Namn
Artens vetenskapliga namn hedrar Heinz Christian Pander (1794-1865), också känd som Christian-Heinrich von Pander, en tysk geolog, embryolog och palaeontolog. Fram tills nyligen kallades den även Panders ökenskrika på svenska, men justerades 2022 till ett mer informativt namn av BirdLife Sveriges taxonomikommitté.